# Don't Let the Sun Go Down on Me
"Don't Let the Sun Go Down on Me" er en sang af den britiske sanger Elton John og er den første single fra hans album Caribou (1974).

## Udgivelse
Singlen blev udgivet den 20. maj 1974 i Storbritannien og den 10. juni i USA. John synger her om skuffelsen over at blive afvist af en, som han tidligere har støttet. Singlen opnåede en placering som nummer 16 på UK Singles Chart den 1. juni 1974. I USA blev singlen udgivet, mens "Bennie and the Jets" stadig var på hitlisterne. I USA blev sangen certificert guld af Recording Industry Association of America. Den nåede også førstepladsen i Canada, hvor den blev hans femte single på hitlisterne.

## Andre versioner
John fremførte sangen i duet med George Michael ved Live Aid i 1985. Det var imidlertid i 1991 den opnåede sin største succes. Sangen blev indspillet ved en koncert i London den 25. marts 1991, hvor Elton John som en overraskelse var gæst hos George Michael. Denne udgave af sangen opnåede førstepladsen på UK Singles Chart i december 1991 og på Billboard Hot 100 i februar 1992.

## Sporliste
Alle sange er skrevet af Elton John og Bernie Taupin.
1. "Don't Let the Sun Go Down on Me" – 5:37
2. "Sick City" – 5:23